# Кирхберг-на-Пилахе
Кирхберг-на-Пилахе (нем. Kirchberg an der Pielach) — ярмарочная коммуна (нем. Marktgemeinde) в Австрии, в федеральной земле Нижняя Австрия.
Входит в состав округа Санкт-Пёльтен. Население составляет 3142 человека (на 31 декабря 2005 года). Занимает площадь 63,52 км². Официальный код — 31918.

## Политическая ситуация
Бургомистр коммуны — Антон Гонаус (АНП) по результатам выборов 2005 года.
Совет представителей коммуны (нем. Gemeinderat) состоит из 23 мест.
- АНП занимает 16 мест.
- СДПА занимает 6 мест.
- АПС занимает 1 место.

## Фотографии
- Церковь
- Замок